# کونورس اویا
کونورس اویا (به انگلیسی: Konvers Avia) یک شرکت هواپیمایی است که در تاریخ ۱۹۹۵ میلادی تأسیس شده است. دفتر مرکزی کونورس اویا در شهر تِوِر، روسیه واقع شده‌است و قطب این شرکت هواپیمایی نیز در همین شهر قرار دارد.